# Ceromitia leptosticta
Ceromitia leptosticta is een vlinder uit de familie van de langsprietmotten (Adelidae). De wetenschappelijke naam van de soort is voor het eerst geldig gepubliceerd in 1900 door Turner.